# Copa del Café
La Copa del Café es un torneo de tenis de la ITF Grado 1 realizado en Costa Rica. Se celebra todos los años en el mes de enero en el Costa Rica Country Club, ubicado en Escazú.

## Historia

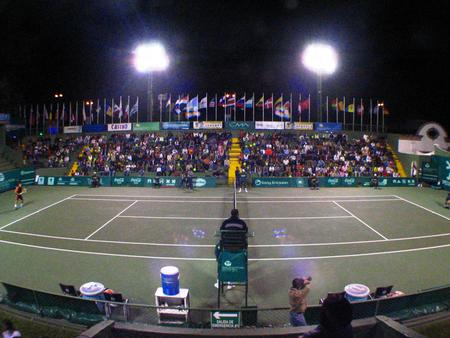
Copa del Cafe Center Court

La primera edición del torneo fue en el año 1965 por iniciativa de miembros del club. Se estableció un comité organizador conformado por socios voluntarios que se encargarían de la organización del evento. El torneo se llevó a cabo con éxito y se siguió realizando anualmente. La popularidad y prestigio del evento siguió aumentando, incluso es catalogado como uno de los torneos de tenis juvenil más prestigiosos del mundo.
Por este torneo han pasado grandes tenistas en su etapa juvenil que llegaron a ser profesionales y que han alcanzado fama mundial. Más adelante se presenta una lista con algunas de estas grandes estrellas del deporte blanco.

## Características del Torneo
El torneo se realiza generalmente la primera semana de enero. Los días de competencia el horario de juego inicia en la mañana y concluye en la tarde, exceptuando los tres juegos principales de la jornada que se realizan por la noche en la cancha principal con presencia de público y que son transmitidos por televisión nacional. Se juega en las modalidades de dobles y sencillos masculinos y femeninos en categorías U14 y U18.

## Jugadores reconocidos participantes
| Categoría Masculina   |
| Marcos Baghdatis      |
| Björn Borg            |
| Shelby Cannon         |
| Marin Čilić           |
| Kevin Curren          |
| Juan Martín del Potro |
| Arnaud Di Pasquale    |
| Roger Federer         |
| Brian Gottfried       |
| Sébastien Grosjean    |
| Tommy Haas            |
| José Higueras         |
| John Isner            |
| Jurgen Melzer         |

| Categoría Masculina |
| Ivan Lendl          |
| Amos Mansdorf       |
| Nicolás Massú       |
| Miroslav Mecir      |
| Víctor Pecci        |
| Mariano Puerta      |
| Sam Querrey         |
| Emilio Sánchez      |
| Javier Sánchez      |
| Harold Solomon      |
| Richard Stockton    |
| Robin Haase         |
| Guillermo Vilas     |
| Juan Carlos Bianchi |

| Categoría Femenina  |
| Victoria Azarenka   |
| Amanda Coetzer      |
| Ana Lena Groenefeld |
| Andrea Holikova     |
| Anke Huber          |
| Madison Keys        |
| Alisa Kleybanova    |
| Michaëlla Krajicek  |
| Jana Novotná        |
| Sandra Wasserman    |
| Aleksandra Wozniak  |
| Vera Zvonariova     |

## Campeones (Individual Masculino)
| Año  | Vencedor          | Finalista             | Marcador    |
| ---- | ----------------- | --------------------- | ----------- |
| 2014 | Roman Safiullin   | Ryotaro Matsumura     | 7-6(2)/6-1  |
| 2013 | Nikola Milojevic  | Tommy Mylnikov        | 7-5/6-2     |
| 2012 | Noah Rubin        | Connor Farren         | 4-6/6-2/6-4 |
| 2011 | Hugo Dellien      | Bjorn Fratangelo      | 6-2/6-4     |
| 2010 | Renzo Olivo       | Ricardo Rodríguez     | 7-5/7-6(1)  |
| 2009 | David Souto       | Denis Kudla           | 6-4/7-6(4)  |
| 2008 | Alexei Grigorov   | Enrique Cunha         | 7-5/6-4     |
| 2007 | Fernando Romboli  | Thomas Schoorel       | 6-2/7-5     |
| 2006 | Thiemo de Bakker  | Alex Petru Luncanu    | 6-3/2-6/6-2 |
| 2005 | Robin Haase       | Juan Martín del Potro | 6-3/3-6/6-3 |
| 2004 | Guillermo Alcaide | Phillip Simmonds      | 7-5/6-2     |
| 2003 | Devin Mullins     | Phillip Simmonds      | 7-6/6-2     |
| 2002 | Marcel Felder     | Mathieu Montcourt     | 7-6/5-7/6-2 |
| 2001 | Jamko Tripsarevic | Ytai Abougzir         | 5-7/6-3/6-2 |
| 2000 | Julien Maigret    | Jamko Tripsarevic     | 6-3/3-6/7-5 |

## Campeones (Individual Femenino)
| Año  | Vencedora             | Finalista            | Marcador       |
| ---- | --------------------- | -------------------- | -------------- |
| 2014 | Catherine Bellis      | Marie Bouzková       | 6-4/6-3        |
| 2013 | Varvara Flink         | Veronika Kudermetova | 2-6/7-6(7)/6-2 |
| 2012 | Sachia Vickery        | Christina Makarova   | 7-5/6-1        |
| 2011 | An-Sophie Mestach     | Caroline García      | 6-4/7-5        |
| 2010 | An-Sophie Mestach     | Mónica Puig          | 7-6(9)/6-3     |
| 2009 | Madison Keys          | Valeria Solovieva    | 6-4/7-5        |
| 2008 | Ana Bogdan            | Stephanie Vogt       | 3-6/6-4/6-2    |
| 2007 | Anastassia Pivovarova | Julia Cohen          | 3-6/6-1/6-2    |
| 2006 | Mihaela Buzărnescu    | Andrea Reminse       | 6-2/6-2        |
| 2005 | Aleksandra Wozniak    | Irena Pavlovic       | 6-3/7-6(6)     |
| 2004 | Volha Havartsova      | Sanja Ancic          | 6-2/6-7(4)/6-1 |
| 2003 | Michaela Krajicek     | Alisa Kleybanova     | 6-3/6-1        |
| 2002 | Matea Mezak           | Silvana Bauer        | 6-3/6-1        |
| 2001 | Gisela Dulko          | Eva Binerova         | 6-0/6-3        |
| 2000 | Matea Mezak           | Giorgia Mortello     | 6-3/7-6(3)     |